# 高氯酸镧
高氯酸镧是一种无机化合物，化学式为La(ClO4)3，易溶于水。

## 制备
高氯酸镧可以由高氯酸溶解氧化镧、氢氧化镧或碳酸镧制备。